# Souvenir Henri Desgrange

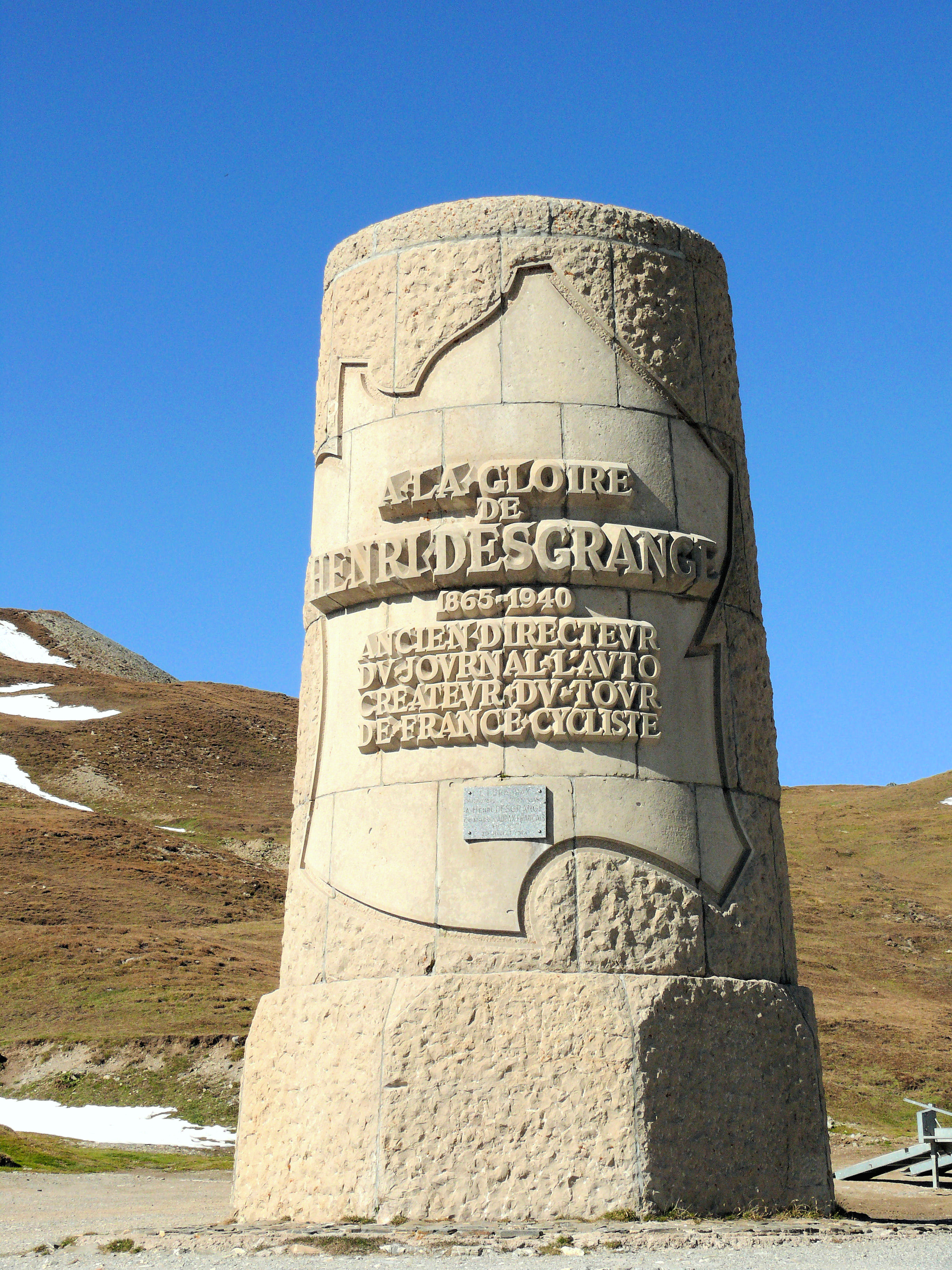
Das Henri-Desgrange-Denkmal am Col du Galibier

Das Souvenir Henri Desgrange ist eine bei der Tour de France ausgefahrene Sonderwertung zu Ehren des ehemaligen Radrennfahrers und ersten Tourdirektoren Henri Desgrange.
Sie wird jeweils auf dem Col du Galibier ausgefahren. Ist der Col du Galibier in einem Jahr nicht Teil der Streckenführung, so wird der Preis regelmäßig auf dem höchsten Punkt der Tour dieses Jahres vergeben. Derjenige Fahrer, welcher als erster die Bergwertung erreicht, erhält ein Preisgeld von 5000 € (Stand 2021). Im Jahr 2012 fand die Wertung auf dem 2067 m hohen Col de la Croix de Fer statt, während auf dem 2115 m hohen Col du Tourmalet das Souvenir Jacques Goddet vergeben wurde. Im Jahre 2015 fand die Wertung auf dem Col d’Allos statt, da der Col du Galibier wegen Einsturzgefahr im Tunnel bei der Abfahrt nicht passierbar war. Auf der 19. Etappe der Tour de France 2019 wurde die Sonderwertung auf dem 2770 m hohen Col de l’Iseran ausgetragen, obwohl der Col du Galibier tags zuvor befahren wurde.

## Orte und Sieger
| *          | Der Col du Galibier wurde passiert, die Wertung fand aber an anderem Anstieg statt |
| ^          | Höchster Punkt der Tour des entsprechenden Jahres                                  |
| ‡          | Sieger des Gesamtklassements                                                       |
| †          | Sieger des Souvenir gewann auch die Etappe                                         |
| Sieger (#) | Mehrfacher Gewinner des Souvenirs und Anzahl der Siege                             |

| Jahr | Etappe                           | Ort                              | Höhe                             | Gewinner                         | Nationalität                     | Mannschaft                       | Geldgewinn                       | Quelle                           |
| ---- | -------------------------------- | -------------------------------- | -------------------------------- | -------------------------------- | -------------------------------- | -------------------------------- | -------------------------------- | -------------------------------- |
| 1947 | 11                               | Beauvallon, Grimaud *            | 1,5 m                            | Raymond Impanis                  | Belgien                          | Belgium                          | F 35.000                         | [ 6 ] [ 7 ] [ 8 ]                |
| 1948 | 1                                | Côte de Picardie *               | 178 m                            | Roger Lambrecht                  | Belgien                          | Internationals                   | F 30.000                         | [ 9 ] [ 10 ] [ 11 ]              |
| 1949 | 15                               | Beauvallon, Grimaud              | 1,5 m                            | Paul Giguet                      | Frankreich                       | South-East                       | F 60.000                         | [ 7 ] [ 12 ]                     |
| 1950 | 19                               | Col du Lautaret                  | 2058 m                           | Apo Lazaridès                    | Frankreich                       | France                           | F 75.000                         | [ 13 ]                           |
| 1951 | 21                               | Col du Lautaret                  | 2058 m                           | Gino Sciardis                    | Frankreich                       | Île-de-France/North-West         | F 30.000                         | [ 14 ]                           |
| 1952 | 11                               | Col du Galibier                  | 2556 m ^                         | Fausto Coppi ‡†                  | Italien                          | Italy                            | F 40.000                         | [ 15 ] [ 16 ]                    |
| 1953 | 16                               | Beauvallon, Grimaud              | 1,5 m                            | Claude Colette                   | Frankreich                       | South-West                       | F 100.000                        | [ 7 ] [ 17 ]                     |
| 1954 | 19                               | Col du Galibier                  | 2556 m ^                         | Federico Bahamontes              | Spanien                          | Spain                            | F 100.000                        | [ 18 ]                           |
| 1955 | 10                               | Beauvallon, Grimaud *            | 1,5 m                            | André Darrigade                  | Frankreich                       | France                           | F 100.000                        | [ 7 ] [ 19 ] [ 20 ]              |
| 1956 | 2                                | Cysoing                          | unbekannt                        | Pierre Pardoën                   | Frankreich                       | North-East/Centre                | F 100.000                        | [ 22 ] [ 23 ]                    |
| 1957 | 12                               | Beauvallon, Grimaud *            | 1,5 m                            | Jean Stablinski †                | Frankreich                       | France                           | F 100.000                        | [ 7 ] [ 24 ] [ 25 ]              |
| 1958 | 21                               | Col du Lautaret                  | 2058 m                           | Piet van Est                     | Niederlande                      | Netherlands/Luxembourg           | F 100.000                        | [ 26 ]                           |
| 1959 | 18                               | Col du Galibier                  | 2556 m                           | Charly Gaul                      | Luxemburg                        | Netherlands/Luxembourg           | F 100.000                        | [ 27 ]                           |
| 1960 | 17                               | Col du Lautaret                  | 2058 m                           | Jean Graczyk †                   | Frankreich                       | France                           | F 200.000                        | [ 28 ] [ 29 ]                    |
| 1961 | 6                                | Ballon d’Alsace                  | 1178 m                           | Jef Planckaert †                 | Belgien                          | Belgium                          | F 2.000                          | [ 30 ] [ 31 ]                    |
| 1962 | 19                               | Col du Lautaret                  | 2058 m                           | Juan Campillo                    | Spanien                          | Margnat                          | F 2.000                          | [ 32 ]                           |
| 1963 | der Preis wurde nicht vergeben A | der Preis wurde nicht vergeben A | der Preis wurde nicht vergeben A | der Preis wurde nicht vergeben A | der Preis wurde nicht vergeben A | der Preis wurde nicht vergeben A | der Preis wurde nicht vergeben A | der Preis wurde nicht vergeben A |
| 1964 | 10a                              | Beauvallon, Grimaud *            | 1,5 m                            | André Darrigade (2)              | Frankreich                       | Margnat                          | F 2.000                          | [ 7 ] [ 33 ]                     |
| 1965 | 17                               | Col du Lautaret                  | 2058 m                           | Francisco Gabica                 | Spanien                          | Kas-Kaskol                       | F 2.000                          | [ 34 ] [ 35 ]                    |
| 1966 | 16                               | Col du Galibier                  | 2556 m ^                         | Julio Jiménez †                  | Spanien                          | Ford France–Hutchinson           | F 2.000                          | [ 36 ]                           |
| 1967 | 10                               | Col du Galibier                  | 2556 m ^                         | Julio Jiménez (2)                | Spanien                          | Spain                            | F 2.000                          | [ 37 ] [ 38 ]                    |
| 1968 | 19                               | Col des Aravis                   | 1498 m                           | Barry Hoban †                    | Vereinigtes Königreich           | Großbritannien                   | F 2.000                          | [ 39 ]                           |
| 1969 | 10                               | Col du Galibier                  | 2556 m ^                         | Eddy Merckx ‡                    | Belgien                          | Faema                            | F 2.000                          | [ 40 ]                           |
| 1970 | 19                               | Col du Soulor                    | 1474 m                           | Raymond Delisle                  | Frankreich                       | Peugeot–BP–Michelin              | F 2.000                          | [ 41 ]                           |
| 1971 | 19                               | Côte de Dourdan                  | 160 m                            | Wilmo Francioni                  | Italien                          | Ferretti                         | F 2.000                          | [ 42 ] [ 43 ]                    |
| 1972 | 14a                              | Col du Galibier                  | 2556 m ^                         | Joop Zoetemelk                   | Niederlande                      | Beaulieu–Flandria                | F 2.000                          | [ 44 ]                           |
| 1973 | 8                                | Col du Galibier                  | 2556 m ^                         | Luis Ocaña ‡†                    | Spanien                          | Bic                              | F 2.000                          | [ 45 ]                           |
| 1974 | 11                               | Col du Galibier                  | 2556 m ^                         | Vicente López Carril †           | Spanien                          | Kas-Kaskol                       | F 2.500                          | [ 46 ]                           |
| 1975 | 17                               | Col du Télégraphe                | 1566 m                           | Luis Balagué                     | Spanien                          | Super Ser                        | F 2.500                          | [ 47 ] [ 48 ]                    |
| 1976 | 10                               | Col du Lautaret                  | 2058 m                           | Luciano Conati                   | Italien                          | SCIC-Colnago                     | F 2.000                          | [ 49 ] [ 50 ]                    |
| 1977 | 2                                | Col du Tourmalet                 | 2115 m ^                         | Lucien Van Impe                  | Belgien                          | Lejeune–BP                       | F 1.400                          | [ 51 ]                           |
| 1978 | 11                               | Sainte-Marie de Campan           | 857 m                            | Christian Seznec                 | Frankreich                       | Miko-Mercier-Vivagel             | F 2.000                          | [ 52 ] [ 53 ]                    |
| 1979 | 17                               | Col du Galibier                  | 2642 m ^                         | Lucien Van Impe (2)              | Belgien                          | Kas–Campagnolo                   | unbekannt                        | [ 54 ]                           |
| 1980 | 17                               | Col du Galibier                  | 2642 m ^                         | Johan De Muynck                  | Belgien                          | Splendor-Admiral                 | F 10.000                         | [ 55 ]                           |
| 1981 | 7                                | Landes de Gascogne B             | unbekannt                        | Theo de Rooij                    | Niederlande                      | Capri Sonne–Koga Miyata          | F 5.000                          | [ 56 ] [ 57 ] [ 58 ]             |
| 1982 | 12                               | Col d’Aubisque                   | 1709 m                           | Beat Breu                        | Schweiz                          | Cilo-Aufina                      | F 5.000                          | [ 59 ] [ 60 ]                    |
| 1983 | 10                               | Col du Tourmalet                 | 2115 m ^                         | José Patrocinio Jiménez          | Kolumbien                        | Varta–Colombia                   | F 8,500                          | [ 61 ] [ 62 ]                    |
| 1984 | 18                               | Col du Galibier                  | 2642 m ^                         | Pacho Rodríguez                  | Kolumbien                        | Splendor-Mondial Moquettes–Marc  | F 2.500                          | [ 63 ]                           |
| 1985 | 17                               | Col du Tourmalet                 | 2115 m ^                         | Pello Ruiz Cabestany             | Spanien                          | Seat–Orbea                       | F 10.000                         | [ 64 ]                           |
| 1986 | 18                               | Col du Galibier                  | 2642 m ^                         | Luis Herrera                     | Kolumbien                        | Café de Colombia–Varta           | F 12.000                         | [ 65 ]                           |
| 1987 | 21                               | Col du Galibier                  | 2642 m ^                         | Federico Muñoz                   | Spanien                          | Fagor-MBK                        | F 7.000                          | [ 66 ] [ 67 ]                    |
| 1988 | 15                               | Col du Tourmalet                 | 2115 m ^                         | Laudelino Cubino †               | Spanien                          | Beistegui Hermanos               | unbekannt                        | [ 68 ] [ 69 ]                    |
| 1989 | 17                               | Col du Galibier                  | 2642 m ^                         | Gert-Jan Theunisse †             | Niederlande                      | PDM-Concorde                     | unbekannt                        | [ 70 ]                           |
| 1990 | 16                               | Col du Tourmalet                 | 2115 m ^                         | Miguel Ángel Martínez Torres     | Spanien                          | ONCE                             | unbekannt                        | [ 71 ] [ 72 ]                    |
| 1991 | 13                               | Col du Tourmalet                 | 2115 m ^                         | Claudio Chiappucci †             | Italien                          | Carrera Jeans-Tassoni            | F 30.000                         | [ 73 ] [ 74 ]                    |
| 1992 | 14                               | Col du Galibier                  | 2642 m                           | Franco Chioccioli                | Italien                          | GB-MG Maglificio                 | F 7.000                          | [ 75 ] [ 76 ]                    |
| 1993 | 10                               | Col du Galibier                  | 2642 m                           | Tony Rominger †                  | Schweiz                          | CLAS-Cajastur                    | unbekannt                        | [ 77 ] [ 78 ]                    |
| 1994 | 12                               | Col du Tourmalet                 | 2115 m                           | Richard Virenque †               | Frankreich                       | Festina-Lotus                    | F 30.000                         | [ 79 ] [ 80 ]                    |
| 1995 | 15                               | Col du Tourmalet                 | 2115 m ^                         | Richard Virenque †(2)            | Frankreich                       | Festina-Lotus                    | unbekannt                        | [ 81 ] [ 82 ]                    |
| 1996 | 17                               | Col d’Aubisque C                 | 1709 m                           | Neil Stephens                    | Australien                       | ONCE                             | F 20.000                         | [ 83 ]                           |
| 1997 | 10                               | Port d’Envalira                  | 2407 m ^                         | Richard Virenque (3)             | Frankreich                       | Festina-Lotus                    | unbekannt                        | [ 84 ] [ 85 ]                    |
| 1998 | 15                               | Col du Galibier                  | 2642 m ^                         | Marco Pantani ‡†                 | Italien                          | Mercatone Uno-Bianchi            | unbekannt                        | [ 86 ]                           |
| 1999 | 9                                | Col du Galibier                  | 2642 m ^                         | José Luis Arrieta                | Spanien                          | Banesto                          | F 20.000                         | [ 87 ] [ 88 ]                    |
| 2000 | 15                               | Col du Galibier                  | 2642 m ^                         | Pascal Hervé                     | Frankreich                       | Banesto                          | F 20.000                         | [ 89 ] [ 90 ]                    |
| 2001 | 10                               | Col de la Madeleine              | 2000 m                           | Laurent Roux                     | Frankreich                       | Jean Delatour                    | F 20.000                         | [ 91 ] [ 92 ]                    |
| 2002 | 16                               | Col du Galibier                  | 2642 m ^                         | Santiago Botero                  | Kolumbien                        | Kelme-Costa Blanca               | 3.000 €                          | [ 93 ]                           |
| 2003 | 8                                | Col du Galibier                  | 2642 m ^                         | Stefano Garzelli                 | Italien                          | Vini Caldirola-So.di             | 5.000 €                          | [ 94 ] [ 95 ]                    |
| 2004 | 17                               | Col de la Madeleine              | 2000 m ^                         | Gilberto Simoni                  | Italien                          | Saeco Macchine per Caffè         | 5.000 €                          | [ 96 ] [ 97 ]                    |
| 2005 | 11                               | Col du Galibier                  | 2642 m ^                         | Alexander Winokurow †            | Kasachstan                       | T-Mobile Team                    | 5.000 €                          | [ 98 ] [ 99 ]                    |
| 2006 | 16                               | Col du Galibier                  | 2642 m ^                         | Michael Rasmussen †              | Dänemark                         | Rabobank                         | 5.000 €                          | [ 100 ] [ 101 ]                  |
| 2007 | 9                                | Col du Galibier                  | 2642 m                           | Mauricio Soler †                 | Kolumbien                        | Barloworld                       | 5.000 €                          | [ 102 ] [ 103 ]                  |
| 2008 | 17                               | Col du Galibier                  | 2642 m                           | Stefan Schumacher                | Deutschland                      | Team Gerolsteiner                | 5.000 €                          | [ 104 ] [ 105 ]                  |
| 2009 | 16                               | Col du Grand-Saint-Bernard       | 2470 m ^                         | Franco Pellizotti D              | Italien                          | Liquigas                         | 5.000 €                          | [ 106 ] [ 107 ]                  |
| 2010 | 17                               | Col du Tourmalet                 | 2115 m ^                         | Andy Schleck E‡†                 | Luxemburg                        | Team Saxo Bank                   | 5.000 €                          | [ 108 ] [ 109 ]                  |
| 2011 | 18                               | Col du Galibier                  | 2642 m                           | Andy Schleck †(2)                | Luxemburg                        | Leopard Trek                     | 5.000 €                          | [ 110 ] [ 111 ]                  |
| 2012 | 11                               | Col de la Croix de Fer           | 2067 m                           | Fredrik Kessiakoff               | Schweden                         | Astana Pro Team                  | 5.000 €                          | [ 112 ] [ 113 ]                  |
| 2013 | 8                                | Port de Pailhères                | 2001 m ^                         | Nairo Quintana                   | Kolumbien                        | Movistar                         | 5.000 €                          | [ 114 ] [ 115 ]                  |
| 2014 | 14                               | Col d’Izoard                     | 2360 m ^                         | Joaquim Rodríguez                | Spanien                          | Team Katusha                     | 5.000 €                          | [ 116 ] [ 117 ]                  |
| 2015 | 20                               | Col d’Allos F                    | 2250 m ^                         | Simon Geschke                    | Deutschland                      | Team Giant-Alpecin               | 5.000 €                          | [ 118 ] [ 119 ]                  |
| 2016 | 10                               | Port d’Envalira                  | 2407 m ^                         | Rui Costa                        | Portugal                         | Lampre-Merida                    | 5.000 €                          | [ 120 ] [ 121 ]                  |
| 2017 | 17                               | Col du Galibier                  | 2642 m ^                         | Primož Roglič †                  | Slowenien                        | Team Lotto NL-Jumbo              | 5.000 €                          | [ 122 ] [ 123 ]                  |
| 2018 | 17                               | Col de Portet                    | 2215 m ^                         | Nairo Quintana †(2)              | Kolumbien                        | Movistar Team                    | 5.000 €                          | [ 124 ] [ 125 ]                  |
| 2019 | 19                               | Col de l’Iseran *                | 2770 m ^                         | Egan Bernal ‡ G                  | Kolumbien                        | Team Ineos                       | 5.000 €                          | [ 126 ] [ 127 ]                  |
| 2020 | 17                               | Col de la Loze                   | 2304 m ^                         | Miguel Ángel López               | Kolumbien                        | Astana Pro Team                  | 5.000 €                          | [ 128 ] [ 129 ]                  |
| 2021 | 15                               | Port d’Envalira                  | 2408 m ^                         | Nairo Quintana (3)               | Kolumbien                        | Team Arkéa-Samsic                | 5.000 €                          | [ 130 ]                          |
| 2022 | 11                               | Col du Galibier                  | 2642 m ^                         | Warren Barguil                   | Frankreich                       | Team Arkéa-Samsic                | 5.000 €                          |                                  |
| 2023 | 17                               | Col de la Loze                   | 2304 m ^                         | Felix Gall †                     | Österreich                       | AG2R Citroën Team                | 5.000 €                          |                                  |
| 2024 | 4                                | Col du Galibier                  | 2642 m                           | Tadej Pogačar †                  | Slowenien                        | UAE Team Emirates                | 5.000 €                          | [ 131 ] [ 132 ]                  |
| 2025 | 18                               | Col de la Loze                   | 2304 m ^                         | Ben O’Connor †                   | Australien                       | Jayco AlUla                      | 5.000 €                          | [ 133 ] [ 134 ]                  |

### Mehrfache Gewinner
Die folgenden Sportler konnten das Souvenir Henri Desgrange mindestens zweimal gewinnen.
| Radfahrer        | TGesamt | Jahr             |
| ---------------- | ------- | ---------------- |
| Richard Virenque | 3       | 1994, 1995, 1997 |
| Nairo Quintana   | 3       | 2013, 2018, 2021 |
| André Darrigade  | 2       | 1955, 1964       |
| Julio Jiménez    | 2       | 1966, 1967       |
| Lucien Van Impe  | 2       | 1977, 1979       |
| Andy Schleck     | 2       | 2010, 2011       |

### Sieger nach Herkunft
Fahrer aus siebzehn verschiedenen Ländern haben bislang das Souvenir Henri Desgrange gewonnen.
| Land                   | Anzahl der Siege | Anzahl der Gewinner |
| ---------------------- | ---------------- | ------------------- |
| Frankreich             | 16               | 13                  |
| Spanien (x)            | 14               | 13                  |
| Kolumbien              | 10               | 8                   |
| Italien                | 8                | 8                   |
| Belgien                | 7                | 6                   |
| Niederlande            | 4                | 4                   |
| Luxemburg              | 3                | 2                   |
| Deutschland            | 2                | 2                   |
| Slowenien              | 2                | 2                   |
| Australien             | 1                | 1                   |
| Dänemark               | 1                | 1                   |
| Vereinigtes Königreich | 1                | 1                   |
| Kasachstan             | 1                | 1                   |
| Portugal               | 1                | 1                   |
| Schweden               | 1                | 1                   |
| Schweiz                | 1                | 1                   |
| Österreich             | 1                | 1                   |